# تپه اسماعیل بگ
تپه اسماعیل بگ مربوط به مفرغ است و در شهرستان دالاهو، بخش مرکزی، دهستان حومه، ۱/۸ کیلومتری جنوب روستای خسروآباد واقع شده و این اثر در تاریخ ۲۷ اسفند ۱۳۸۶ با شمارهٔ ثبت ۲۲۳۱۵ به‌عنوان یکی از آثار ملی ایران به ثبت رسیده است.